# Arquidiócesis de Taunggyi
La arquidiócesis de Taunggyi (en latín: Archidioecesis Yangonen(sis) y en birmano: တောင်ကြီးဂိုဏ်းချုပ်သာသနာ) es una circunscripción eclesiástica latina de la Iglesia católica en Birmania, sede metropolitana de la provincia eclesiástica de Taunggyi. La arquidiócesis tiene al arzobispo Basilio Athai como su ordinario desde el 24 de junio de 2016. 

## Territorio y organización
La arquidiócesis tiene 14 980 km² y extiende su jurisdicción sobre los fieles católicos de rito latino residentes en 18 municipios del estado Shan.
La sede de la arquidiócesis se encuentra en la ciudad de Taunggyi, en donde se halla la Catedral de San José.
En 2020 en la arquidiócesis existían 14 parroquias.
La arquidiócesis tiene como sufragáneas a las diócesis de: Kengtung, Loikaw, Pekhon y Taungngu.

## Historia
La diócesis de Taunggyi fue erigida el 21 de marzo de 1961 con la bula Magno gaudio del papa Juan XXIII, obteniendo el territorio de la diócesis de Toungoo (hoy diócesis de Taungngu). Originalmente era sufragánea de la arquidiócesis de Rangún (hoy arquidiócesis de Yangón).
El 14 de noviembre de 1988 cedió una parte de su territorio para la erección de la diócesis de Loikaw mediante la bula Catholica Ecclesia del papa Juan Pablo II.
El 17 de enero de 1998 fue elevada al rango de arquidiócesis metropolitana con la bula Ipso optime del papa Juan Pablo II.
El 15 de diciembre de 2005 cedió otra porción de territorio para la erección de la diócesis de Pekhon mediante la bula Ubi venit plenitudo del papa Benedicto XVI.

## Estadísticas
De acuerdo al Anuario Pontificio 2021 la arquidiócesis tenía a fines de 2020 un total de 7141 fieles bautizados.
| Año                                                                             | Población            | Población | Población      | Sacerdotes | Sacerdotes    | Sacerdotes    | Bautizados por sacerdote | Diáconos permanentes | Religiosos | Religiosos | Parroquias |
| Año                                                                             | Bautizados católicos | Total     | % de católicos | Total      | Clero secular | Clero regular | Bautizados por sacerdote | Diáconos permanentes | Varones    | Mujeres    | Parroquias |
| ------------------------------------------------------------------------------- | -------------------- | --------- | -------------- | ---------- | ------------- | ------------- | ------------------------ | -------------------- | ---------- | ---------- | ---------- |
| 1970                                                                            | 41 373               | 1 455 500 | 2.8            | 23         | 13            | 10            | 1798                     |                      | 20         | 90         | 16         |
| 1980                                                                            | 57 008               | 1 486 179 | 3.8            | 34         | 24            | 10            | 1676                     |                      | 19         | 121        | 19         |
| 1990                                                                            | 31 793               | 1 600 000 | 2.0            | 22         | 18            | 4             | 1445                     |                      | 8          | 86         | 12         |
| 1999                                                                            | 40 833               | 1 850 000 | 2.2            | 34         | 31            | 3             | 1200                     |                      | 7          | 98         | 15         |
| 2000                                                                            | 43 262               | 1 900 000 | 2.3            | 45         | 44            | 1             | 961                      |                      | 4          | 98         | 15         |
| 2001                                                                            | 44 554               | 1 950 000 | 2.3            | 43         | 41            | 2             | 1036                     |                      | 8          | 98         | 16         |
| 2002                                                                            | 45 474               | 1 709 946 | 2.7            | 47         | 44            | 3             | 967                      |                      | 8          | 128        | 17         |
| 2003                                                                            | 46 455               | 1 729 945 | 2.7            | 52         | 48            | 4             | 893                      |                      | 22         | 118        | 18         |
| 2004                                                                            | 47 886               | 1 736 875 | 2.8            | 56         | 53            | 3             | 855                      |                      | 33         | 121        | 18         |
| 2005                                                                            | 7350                 | 1 500 000 | 0.5            | 25         | 21            | 4             | 294                      | 2                    | 72         | 12         |            |
| 2010                                                                            | 7389                 | 1 615 000 | 0.5            | 36         | 33            | 3             | 205                      |                      | 42         | 75         | 11         |
| 2014                                                                            | 6730                 | 1 697 000 | 0.4            | 39         | 36            | 3             | 172                      |                      | 38         | 67         | 13         |
| 2017                                                                            | 6891                 | 1 771 000 | 0.4            | 37         | 34            | 3             | 186                      |                      | 19         | 82         | 14         |
| 2020                                                                            | 7141                 | 1 818 400 | 0.4            | 35         | 31            | 4             | 204                      |                      | 21         | 85         | 14         |
| Fuente: Catholic-Hierarchy, que a su vez toma los datos del Anuario Pontificio. |                      |           |                |            |               |               |                          |                      |            |            |            |

## Episcopologio
- Giovanni Battista Gobbato, P.I.M.E. † (21 de marzo de 1961-18 de diciembre de 1989 retirado)
- Matthias U Shwe † (18 de diciembre de 1989-12 de abril de 2015 renunció)
- Basilio Athai, desde el 24 de junio de 2016[6]